# Yarmouth (Isola di Wight)
Yarmouth è un paese di 855 abitanti della contea dell'Isola di Wight, in Inghilterra.